# This Desert Life
This Desert Life è il terzo album in studio del gruppo musicale statunitense Counting Crows, pubblicato il 2 novembre 1999.

## Tracce
1. Hanginaround – 4:09 (Adam Duritz, Dan Vickrey, Ben Mize, David Bryson)
2. Mrs. Potter's Lullaby – 7:47 (Adam Duritz)
3. Amy Hit The Atmosphere – 4:39 (Adam Duritz, Matt Malley)
4. Four Days – 3:27 (Adam Duritz)
5. All My Friends – 4:51 (Adam Duritz)
6. High Life – 6:19 (Adam Duritz, Dan Vickrey)
7. Colorblind – 3:26 (Adam Duritz, Charlie Gillingham)
8. I Wish I Was A Girl – 5:56 (Adam Duritz, Charlie Gillingham)
9. Speedway – 3:45 (Adam Duritz, Dan Vickrey)
10. St. Robinson in His Cadillac Dream – 15:40 (Adam Duritz)
11. Kid Things (traccia fantasma) (Adam Duritz)

## Classifiche
| Classifica (1999) | Posizione massima |
| ----------------- | ----------------- |
| Australia         | 20                |
| Belgio (Fiandre)  | 26                |
| Germania          | 36                |
| Irlanda           | 56                |
| Norvegia          | 9                 |
| Nuova Zelanda     | 19                |
| Paesi Bassi       | 21                |
| Regno Unito       | 19                |
| Stati Uniti       | 8                 |
| Svezia            | 20                |